# Toulouse FC
Toulouse FC (TFC) är en fotbollsklubb från Toulouse i Frankrike. Klubben bildades 1970 som Union Sportive Toulouse och antog namnet Toulouse FC 1977. Toulouse FC betraktar sig som efterföljaren till den gamla fotbollsklubben Toulouse FC, som bildades 1937 och drog sig ur högsta serien 1967. 
Sedan säsongen 2022/2023 spelar Toulouse i Ligue 1.

## Arenan
Toulouse spelar sina hemmamatcher på Stadium de Toulouse. Den byggdes 1937 och har en kapacitet på 33 150 åskådare. Arenan användes för VM i fotboll 1998, VM i rugby 2007 och EM i fotboll 2016.

## Namnbyten
- Union Sportive Toulouse (1970–1979)
- Toulouse Football Club (1979–)

## Spelare

### Truppen 2022/2023
| Nr | Land          | Pos | Namn                  |
| -- | ------------- | --- | --------------------- |
| 1  | Frankrike     | MV  | Thomas Himeur         |
| 2  | Danmark       | F   | Rasmus Nicolaisen     |
| 3  | Danmark       | F   | Mikkel Desler         |
| 4  | Frankrike     | F   | Anthony Rouault       |
| 5  | Australien    | MF  | Denis Genreau         |
| 6  | Marocko       | MF  | Zakaria Aboukhlal     |
| 7  | Japan         | A   | Ado Onaiwu            |
| 8  | Nederländerna | MF  | Branco van den Boomen |
| 9  | England       | A   | Rhys Healey           |
| 10 | Belgien       | MF  | Brecht Dejaegere      |
| 13 | Schweiz       | MF  | Vincent Sierro        |
| 14 | Kap Verde     | F   | Logan Costa           |
| 15 | Chile         | F   | Gabriel Suazo         |
| 16 | Norge         | MV  | Kjetil Haug           |

| Nr | Land          | Pos | Namn                                 |
| -- | ------------- | --- | ------------------------------------ |
| 17 | Nederländerna | MF  | Stijn Spierings                      |
| 18 | Sverige       | F   | Oliver Zandén                        |
| 19 | Serbien       | MF  | Veljko Birmančević                   |
| 21 | Brasilien     | A   | Rafael Ratão                         |
| 23 | Mali          | F   | Moussa Diarra                        |
| 24 | Grekland      | MF  | Theocharis Tsingaras (lån från PAOK) |
| 26 | Norge         | F   | Warren Kamanzi                       |
| 27 | Nederländerna | A   | Thijs Dallinga                       |
| 28 | Frankrike     | MF  | Farès Chaïbi                         |
| 29 | Nederländerna | A   | Said Hamulic                         |
| 30 | Frankrike     | MV  | Maxime Dupé                          |
| 31 | Kamerun       | F   | Kévin Keben                          |
| 32 | Frankrike     | F   | Christian Mawissa                    |
| 50 | Frankrike     | MV  | Guillaume Restes                     |

### Utlånade spelare
| Nr | Land         | Pos | Namn                                               |
| -- | ------------ | --- | -------------------------------------------------- |
|    | Burkina Faso | MF  | Mamady Bangré (i Quevilly-Rouen till 30 juni 2023) |
|    | Frankrike    | MF  | Sam Sanna (i Laval till 30 juni 2023)              |
|    | Frankrike    | MF  | Kléri Serber (i Botev Vratsa till 30 juni 2023)    |
|    | Frankrike    | MF  | Tom Rapnouil (i Botev Vratsa till 30 juni 2023)    |

| Nr | Land      | Pos | Namn                                         |
| -- | --------- | --- | -------------------------------------------- |
|    | Finland   | MF  | Naatan Skyttä (i Odense till 30 juni 2023)   |
|    | Frankrike | A   | Yanis Begraoui (i Pau till 30 juni 2023)     |
|    | Jamaica   | A   | Junior Flemmings (i Niort till 30 juni 2023) |

### Svenska spelare
- Isak Pettersson (2021–2023)
- Ola Toivonen (2016–2018)
- Jimmy Durmaz (2016–2019)
- Jon Jönsson (2007–2008)
- Johan Elmander (2006–2008)
- Lars Eriksson (1954–1955)
- Yngve Brodd (1953–1956)
- Pär Bengtsson (1952–1953)

## Ledning

### Tränare[2]
| Roll                 | Namn                   |
| -------------------- | ---------------------- |
| Tränare              | Carles Martínez Novell |
| Assisterande tränare | Jordan Galtier         |
| Assisterande tränare | Stéphane Lièvre        |
| Målvaktstränare      | Éric Allibert          |
| Konditionstränare    | Denis Valour           |
| Konditionstränare    | Guillaume Ravé         |
| Konditionstränare    | Clément Hazard         |

### Medicinskt
| Roll          | Namn             |
| ------------- | ---------------- |
| Klubbdoktor   | Patrick Flamant  |
| Fysioterapeut | Sébastien Cirilo |
| Fysioterapeut | Boris Cohen      |

## Tränare
- José Farías (1970–1972)
- Richard Boucher (1973–1974, 1974–1975, 1976–1977)
- Ángel Marcos (1977–1978)
- Just Fontaine (1978–1979)
- Pierre Cahuzac (1979–1983)
- Daniel Jeandupeux (1 juli 1983 – 30 juni 1985)
- Jacques Santini (1 juli 1985 – 30 juni 1989)
- Pierre Mosca (1 juli 1989 – 30 juni 1991)
- Victor Zvunka (1 juli 1991 – 1 september 1992)
- Serge Delmas (1 juli 1992 – 14 januari 1994)
- Jean-Luc Ruty (14 januari 1994 – 30 juni 1994)
- Rolland Courbis (1 juli 1994 – 1 november 1995)
- Alain Giresse (1 november 1995 – 30 juni 1998)
- Guy Lacombe (1 juli 1998 – 25 januari 1999)
- Alain Giresse (26 januari 1999 – 9 oktober 2000)
- Robert Nouzaret (1 oktober 2000 – 30 juni 2001)
- Erick Mombaerts (1 juli 2001 – 30 juni 2006)
- Elie Baup (1 juli 2006 – 30 maj 2008)
- Alain Casanova (30 maj 2008 – 16 mars 2015)
- Dominique Arribagé (16 mars 2015 – 2 mars 2016)
- Pascal Dupraz (2 mars 2016 – 22 januari 2018)
- Mickaël Debève (23 januari 2018 – 14 juni 2018)
- Alain Casanova (22 juni 2018 – 10 oktober 2019)
- Antoine Kombouaré (14 oktober 2019 – 6 januari 2020)
- Denis Zanko (5 januari 2020 – 22 juni 2020)
- Patrice Garande (22 juni 2020 – 2 juni 2021)
- Philippe Montanier (23 juni 2021 – 14 juni 2023)
- Carles Martínez Novell (15 juni 2023 – )